# L.A. Woman
Albums de The Doors
Absolutely Live
(1970) Other Voices
(1971)
L.A. Woman est le sixième album studio des Doors et le dernier sorti du vivant de Jim Morrison. L'album, beaucoup plus orienté blues rock que les autres productions du groupe, est enregistré entre novembre 1970 et janvier 1971, et ne sort qu'en avril 1971, peu avant la mort de Morrison.
Après le départ de leur producteur Paul A. Rothchild en novembre 1970, le groupe et Bruce Botnick commencent la production de l'album à l'atelier des Doors à Los Angeles. La plupart des morceaux sont enregistrés live en studio, avec toutefois quelques overdubs pour des parties de clavier de Ray Manzarek. Les musiciens Jerry Scheff (basse) et Marc Benno (guitare rythmique) participent à l'enregistrement.
C'est le seul album studio des Doors avec Morrison qui ne sera pas suivi d'une tournée ; celui-ci étant parti pour Paris le 21 mars, avant la sortie de l'album. Il y meurt le 3 juillet 1971.

## Le disque
Outre les membres habituels des Doors, on peut entendre Marc Benno à la guitare rythmique et Jerry Scheff à la basse.
L'album a été remasterisé sur CD en août 1999 par Bruce Botnick, le producteur de l'album original, et Bernie Grundman au Bernie Grundman Mastering.
Une nouvelle version de l'album, L.A. Woman (40th Anniversary Mixes) sort le 27 mars 2007 sur Rhino records. Le mixage est légèrement différent du disque original. De plus, Cars Hiss by My Window comprend un couplet supplémentaire, et une nouvelle introduction instrumentale a été ajoutée à L.A. Woman. 
Cette version de l'album inclut également deux chansons bonus : Orange County Suite et (You Need Meat) Don't Go No Further. 
Orange County Suite est à l'origine une chanson a cappella enregistrée par Morrison, complétée ensuite par les 3 autres musiciens des Doors. Chanté par Ray Manzarek, (You Need Meat) Don't Go No Further était sorti en face B du 45 tours Love Her Madly, en 1971. 
Sur la chanson L.A. Woman, on entend Jim Morrison dire à plusieurs reprises « Mr Mojo Risin », qui est l'anagramme de son nom. 
Une ultime version de l'album est sorti le 24 janvier 2012, avec un deuxième CD de versions alternatives, une reprise de Muddy Waters (Rock Me) et une chanson inédite, extraite d'une jam session, intitulée She Smells So Nice.

## Pochette
Sur la pochette aux coins arrondis du vinyle d'origine, la photo centrale de la face avant est imprimée en sépia sur de la cellophane transparente. On peut ainsi voir la pochette intérieure jaune en arrière-plan.

## Titres
Sauf mention contraire, toutes les chansons sont créditées aux Doors.
1. The Changeling - 4:21
2. Love Her Madly - 3:20
3. Been Down So Long - 4:41
4. Cars Hiss by My Window - 4:12
5. L.A. Woman - 7:53
6. L'America - 4:38
7. Hyacinth House - 3:12
8. Crawling King Snake (John Lee Hooker) - 5:00
9. The WASP (Texas Radio and the Big Beat) - 4:15
10. Riders on the Storm - 7:15

### 40th Anniversary Mixes
1. The Changeling - 4:25
2. Love Her Madly - 3:40
3. Been Down So Long - 4:44
4. Cars Hiss By My Window - 4:59
5. L.A. Woman - 8:00
6. L'America - 4:34
7. Hyacinth House - 3:13
8. Crawling King Snake - 5:01
9. The Wasp (Texas Radio And The Big Beat) - 4:16
10. Riders On The Storm - 7:09
11. Orange County Suite – 5:45
12. (You Need Meat) Don't Go No Further (Willie Dixon) – 3:41

### L.A. Woman Reedit Album (24 janvier 2012)
1. The Changeling (Version Alternative)
2. Love Her Madly (Version Alternative)
3. Cars Hiss By My Windows (Version Alternative)
4. L.A. Woman (Version Alternative)
5. The WASP (Texas Radio & The Big Beat) (Version Alternative)
6. Been Down So Long (Version Alternative)
7. Riders On The Storm (Version Alternative)
8. She Smells So Nice
9. Rock Me

Bonus Amazon : 
10. Love Her Madly (take 1) - 11. The Changeling (take 9)
Bonus ITunes : 
10. L.A. Woman (take 1) - 11. Crawling King Snake (rehearsal & Studio chatter)

## Fiche technique

### Musiciens
- Jim Morrison : chant, percussions, piano sur Orange County Suite
- Robby Krieger : guitare
- Ray Manzarek : orgue Hammond sur (1), orgue Vox Continental sur (2), orgue Gibson G-101 sur (6), piano bastringue sur (2,5), piano électrique Wurlitzer sur (8), piano Fender Rhodes sur (5,10,12), guitare rythmique sur (3)
- John Densmore : batterie

### Musiciens additionnels
- Marc Benno : guitare rythmique sur (3, 4, 5, 8)
- Jerry Scheff : basse.

### Production
- Bruce Botnick : producteur
- Doug Sax : mastering
- Carl Cossick : design, concept
- Wendell Hamick : photographie